# Либерти (округ, Джорджия)
Ли́берти (англ. Liberty County) — округ штата Джорджия, США. Население округа на 2000 год составляло 61 610 человек. Административный центр округа — город Хайнсвилл.

## История
Округ Либерти основан в 1777 году.

## География
Округ занимает площадь 1344,2 км2.

## Демография
Согласно Бюро переписи населения США, в округе Либерти в 2000 году проживало 61 610 человек. Плотность населения составляла 45.8 человек на квадратный километр.